# Rodislaw Matwejewitsch Tschischikow

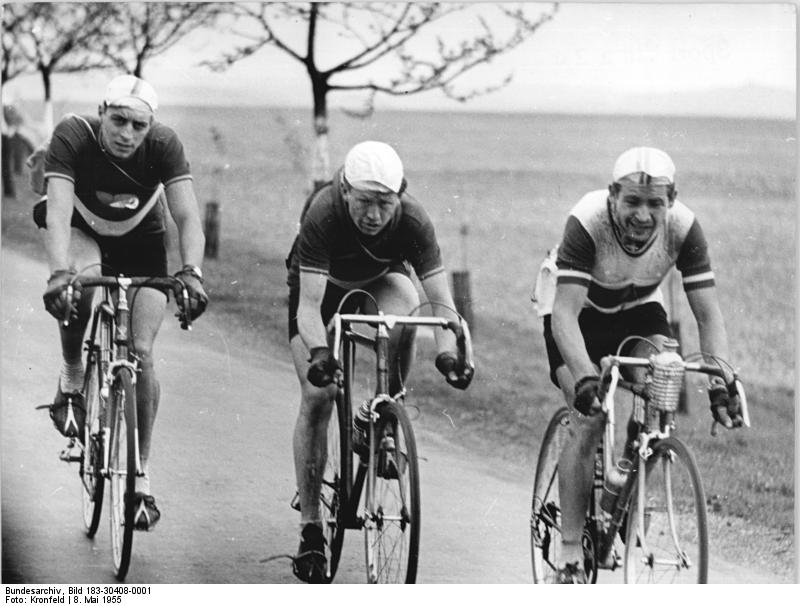
Rodislaw Matwejewitsch Tschischikow 1955 (rechts)

Rodislaw Matwejewitsch Tschischikow (russisch Родислав Матвеевич Чижиков, wiss. Transliteration Rodislav Matveevič Čižikov; * 13. Februar 1929 in Irkutsk; † 3. März 2010 in Moskau) war ein Radrennfahrer aus der Sowjetunion und nationaler Meister im Radsport.

## Sportliche Laufbahn
Tschischikow (auch Tszichikov) war 1950 sowjetischer Meister im Straßenrennen. 1946 wurde er Dritter der Meisterschaft. Er galt als starker Fahrer für Etappenrennen. Die Rundfahrt durch die UdSSR gewann er 1953 und 1954, die Sotschi-Rundfahrt konnte er 1955 für sich entscheiden. 
Er startete dreimal bei der Internationalen Friedensfahrt. 1954 wurde er 41., 1955 24. und 1956 kam er auf den 28. Rang des Gesamtklassements. Er war Teilnehmer der Olympischen Sommerspiele 1956 in Melbourne. Dort startete er im Bahnradsport.